# عيسى غياث الدين آل جميل
عيسى غياث الدين بن محمد بن المفتي عبد الغني آل جميل، من أعيان وعلماء بغداد، ولد في بغداد عام 1278 هـ/ 1862م، وتتلمذ على أعلام زمانه، وأخذ عنهُ العلم علماء بغداد، وهو من عائلة آل جميل البغدادية المعروفة، وكان لأسرتهِ دور بارز في تاريخ العراق، وأصل سكناهم في بلاد الشام ثم نزحوا عنها وسكنوا في منطقة حديثة في محافظة الأنبار، وبعدها سكنوا مدينة بغداد. ومن أسرتهِ الكثير من العلماء والفضلاء، والذين كان لهم مجلساً للوعظ والأرشاد في مسجد آل جميل في محلة قنبر علي.
شغل عيسى غياث الدين منصب مدير المعارف في بغداد عام 1894، وبعد ذلك صار عضوا في محكمة الاستئناف ببغداد، ثم تولى مجلس إدارة الولاية. أسس في تشرين الأول 1908 حزب المشورة مع بعض من وجهاء العوائل البغدادية المتنفذة مثل عبد الرحمن النقيب وعبد الرحمن باشا الحيدري والشيخ سعيد النقشبندي. ومن أولاده فخري أفندي آل جميل.

## وفاته
توفي في بغداد، في يوم 14 شعبان 1330 هـ/ 29 تموز 1912م، ودفن في مقبرة العائلة في حجرة في مسجد آل جميل والتي تقع على يسار الداخل للمسجد.